# Pseudotyrannochthonius incognitus
Espèce
Synonymes
- Allochthonius incognitus Schuster, 1966
- Pseudotyrannochthonius newelli Muchmore, 1967

Pseudotyrannochthonius incognitus est une espèce de pseudoscorpions de la famille des Pseudotyrannochthoniidae.

## Distribution
Cette espèce est endémique des États-Unis. Elle se rencontre au Washington, en Oregon, en Idaho et en Californie.

## Description
Le mâle holotype mesure 1,40 mm.
Les mâles mesurent de 1,43 à 1,84 mm et les femelles de 1,67 à 2,21 mm.

## Publication originale
- Schuster, 1966 : A new species of Allochthonius from the Pacific northwest of North America (Arachnida: Chelonethida). Pan-Pacific Entomologist, vol. 42, p. 172-175 (texte intégral).